# 緩和関数
線形性を持つ物理系において、階段関数を入力した時の応答関数のことを緩和関数（かんわかんすう）という。
緩和関数は不可逆過程の統計力学で重要な役割を演じる。ある一定の外力のもとで熱平衡状態にある系を考えた時、{\displaystyle t=0}でこの外力を取り除いたとすると、この系は外力のない場合の熱平衡状態に近づいていく。このとき、一般に系の物理量{\displaystyle A(t)}が{\displaystyle t>0}にその平衡値{\displaystyle A_{eq}}に近づいていく様子は、外力の強さ{\displaystyle X}が十分小さい場合には次式のように線形近似で表される。
{\displaystyle A(t)=A_{eq}+\Psi (t)X}
この式に現れる関数{\displaystyle \Psi (t)}が緩和関数である。

## 例
- 緩和関数は指数関数型である場合、その緩和はデバイ緩和と呼ばれる。この場合は応答関数も指数関数型になる。外力の瞬間値に対応する熱平衡状態へ向かわせようとする機構だけが系内に働いている場合、緩和関数はこのような単調減衰型になる。これは誘電緩和などで見られる。
- 減衰機構に加えて、ある固有振動数で調和振動を行わせようとする機構が境内にある場合、緩和関数は減衰振動型になり、共鳴吸収が起こる。 これを利用すれば固有振動についての知識が得られる[1]。これはフーリエ変換核磁気共鳴などで用いられている。

## 引用
1. ↑  『岩波講座 現代物理学の基礎 第2版 〈第5巻〉 統計物理学』岩波書店、2002年。ISBN 4000100858。